# Деа Майсторска
Деа Майсторска е българска цигуларска и озвучаваща актриса.

## Биография
Тя е родена в София, България на 22 декември 1996 г. От дете е част от вокална група „Бон-Бон“.
През 2015 г. завършва Националното музикално училище „Любомир Пипков“ в град София.
През 2016 г. участва в четвъртия сезон на музикалното риалити „Гласът на България“ в отбора на Поли Генова, където отпада на четвъртфинала. Тя изпълнява песните „Мога“, „Turning Tables“, „Blame It On The Boogie“ и „Wrecking Ball“ с Никол Ризова.
От 2020 г. е цигуларка в „Симфоента – Враца“.
От декември 2022 г. е сгодена за кларинетиста Георги Христов.

## Кариера на озвучаваща актриса
От 2017 г. Майсторска се занимава с нахсинхронен дублаж на филми и сериали. Озвучава в дублажи, записани в „Александра Аудио“, „Доли Медия Студио“ и „Про Филмс“.

### Сериали
- „DC Супер Хироу Гърлс“ – Бъмбълбий, 2019
- „Бизаардварк“, 2017
- „ВИП Петс“ – Нийла
- „Сейди Спаркс“, 2019
- „Трансформърс: Земна искра“ – Туитч, 2022

### Филми
- „Баз Светлинна година“ – Изи Хоторн, 2022
- „Феноменалните 2“ – Виолета Пар, 2018